# Монтегю, Джон, 4-й граф Сэндвич
Джон Монтегю, 4-й граф Сэндвич (англ. John Montagu, 4th Earl of Sandwich; 13 ноября 1718 — 30 апреля 1792) — английский дипломат, Первый лорд Адмиралтейства. Член многих аристократических клубов Англии, в том числе «Клуба адского пламени» и клуба любителей античного искусства: «Общества дилетантов».

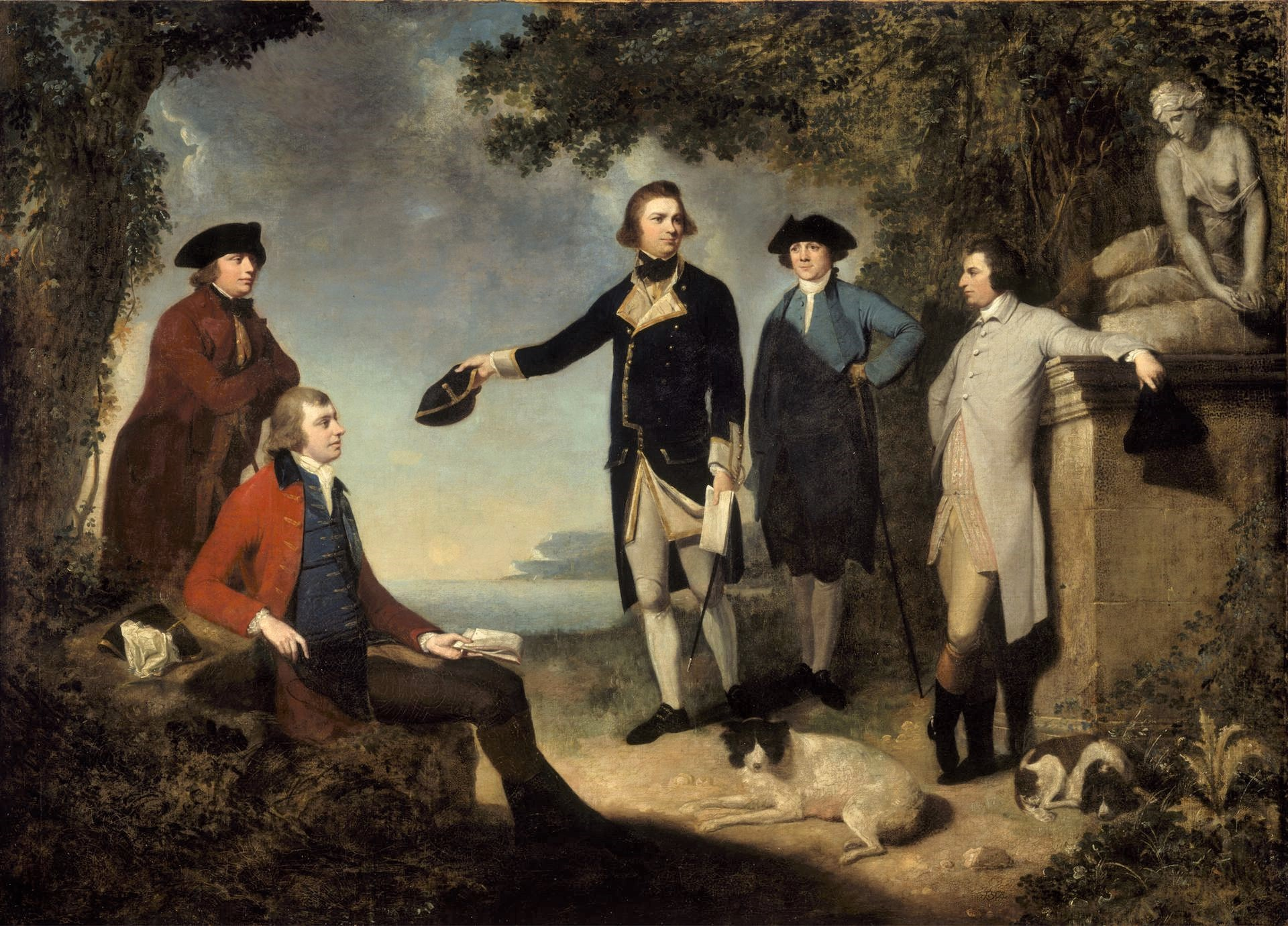
Слева направо: Дэниэль Соландер, Джозеф Банкс, Джеймс Кук, Джон Хоксфорд и лорд Сэндвич. Картина. Автор — Джон Гамильтон Мортимер, 1771

В честь него было названо блюдо, известное как «сэндвич» из-за его привычки перекусывать ломтём мяса, положенным между двумя тостами, чтобы не прерывать многочасовое сидение за карточным столом.
Монтегю был патроном капитана Джеймса Кука, который в честь своего покровителя назвал ряд географических объектов: архипелаг Южные Сандвичевы острова и его крупнейший остров Монтагью (1775 год), одноимённые острова Монтагью в залива Аляска и у берегов Австралии, а также Сандвичевы острова, получившие впоследствии местное название Гавайи.